# 喬·沃勒爾
约瑟夫·阿德里安·沃勒爾（英語：Joseph Adrian Worrall；1997年1月10日—）是一位英格蘭足球運動員，現効力英冠球隊伯恩利，並且也曾代表英格蘭U20及U21國家隊參賽。沃拉爾在場上的位置是後衛。

## 外部連結
- Soccerway資料庫：喬·沃勒爾